# Marcelo Gallardo
Marcelo Gallardo (Merlo, 18 januari 1976) is een Argentijns voormalig voetballer en huidig voetbaltrainer.

## Spelersloopbaan
Gallardo begon zijn loopbaan als aanvallende middenvelder bij River Plate, waarmee hij tussen 1993 en 1999 meerdere Argentijnse titels won alsook de CONMEBOL Libertadores 1996. Hij werd hierna gecontracteerd door AS Monaco, waarmee hij in het seizoen 1999/00 de Ligue 1 won. In het seizoen 2001/02 kwam hij onder trainer Didier Deschamps niet veel meer aan bod en hij keerde terug naar River Plate. In januari 2007 keerde Gallardo weer terug naar Frankrijk waar hij een jaar voor Paris Saint-Germain uitkwam. In het seizoen 2008 speelde hij in de Amerikaanse MLS voor DC United, waarna hij voor de derde keer terugkeerde bij River Plate. Gallardo besloot zijn loopbaan in 2011 bij het Uruguayaanse Club Nacional te beëindigen.

## Interlandloopbaan
Met het Argentijns olympisch voetbalelftal won Gallardo een zilveren medaille op de Olympische Zomerspelen 1996. Tussen 1994 en 2003 kwam hij vierenveertig keer uit voor het Argentijns voetbalelftal, waarbij hij dertien doelpunten maakte. Gallardo nam deel aan de Copa América 1995, Copa América 1997 en aan het wereldkampioenschap voetbal 1998 en 2002.

## Trainersloopbaan
Bij zijn laatste club als speler, het Uruguyaanse Nacional, begon Gallardo aansluitend als trainer. Hij werd direct kampioen met de club, waarna hij in 2012 afscheid nam. In juni 2014 werd Gallardo aangesteld als hoofdtrainer van River Plate; met die club won hij de CONMEBOL Sudamericana in 2014, de CONMEBOL Recopa in 2015, 2016, 2019 en de CONMEBOL Libertadores in 2015 en 2018.

## Erelijst
Als speler
 River Plate
- Primera División: 1993 Apertura, 1994 Apertura, 1996 Apertura, 1997 Apertura, 1997 Clausura, 2004 Clausura
- CONMEBOL Libertadores: 1996
- Supercopa Sudamericana: 1997

 AS Monaco
- Ligue 1: 1999/00
- Trophée des Champions: 2000
- Coupe de la Ligue: 2002/03

 Paris Saint-Germain
- Coupe de la Ligue: 2007/08

 DC United
- US Open Cup: 2008

 Club Nacional
- Primera División: 2010/11

 Argentinië
- Pan-Amerikaanse Spelen: 1995 Mar del Plata

Als trainer
 Club Nacional
- Primera División: 2011/12

 River Plate
- CONMEBOL Sudamericana: 2014
- CONMEBOL Recopa: 2015, 2016, 2019
- CONMEBOL Libertadores: 2015, 2018
- Suruga Bank Championship: 2015
- Primera División: 2021
- Copa Argentina: 2015/16, 2016/17, 2018/19
- Supercopa Argentina: 2017, 2019
- Trofeo de Campeones de la Liga Profesional: 2021

Individueel
- Division 1 Speler van het Jaar: 2000
- Zuid-Amerikaans Trainer van het Jaar: 2018